# 天街二
天街二，即金牛座ω²（ω² Tau，ω² Tauri）是一个位于金牛座的双星系统，距离地球约93.5光年。
天街二是一个分光双星系统，光谱分型为A-型，视星等为+4.93。两颗恒星相距0.05角秒（或至少1.4AU），旋转周期为14年。
天街二和天街增一（金牛座ω¹）共同使用金牛座ω这个拜耳命名，两者在天球上相距2.13° ，但实际距离很远，没有任何物理联系。